# Garsenda di Bigorre
Garsenda (anche in spagnolo, francese, catalano e occitano; verso la fine del secolo X – 1032/34) fu contessa consorte di Carcassonne e di Couserans, dal 1011, Contessa consorte di Foix, dal 1012 e Contessa di Bigorre dal 1025/32 alla sua morte.

## Origine
Garsenda, secondo La Vasconie. Tables Généalogiques, era l'unica figlia del Conte di Bigorre, Garcia Arnaldo e della moglie, Riccarda, figlia del visconte di Astarac, Garcia Arnaldo.

Garcia Arnaldo di Bigorre, sempre secondo La Vasconie. Tables Généalogiques, era il figlio di Arnaldo di Bigorre e della moglie, di cui non si conoscono né il nome né gli ascendenti.

## Biografia
Di Garsenda si hanno poche informazioni:
Intorno al 1010, sempre secondo La Vasconie. Tables Généalogiques, Garsenda aveva sposato Bernardo Ruggero, erede delle contee di Carcassonne e di Couserans, e futuro conte di Foix.
Secondo La Vasconie. Tables Généalogiques, suo padre, Garcia Arnaldo, viene citato, per l'uòtima volta in un documento come conte di Bigorre (Garcias Arnaldi comes Vigorrensis), come ci conferma ancora La Vasconie. Tables Généalogiques, nel 1025.
Si presume che Garcia Arnaldo sia morto poco dopo quella data.

Garsenda gli succedette nella contea di Bigorre.
Ancora secondo La Vasconie. Tables Généalogiques, Garsenda morì prima del marito, che le succedette nella contea di Bigorre.

## Discendenza
Garsenda a Bernardo Ruggero diede sei figli:
- Bernardo[5] ( † 1077), conte di Bigorre[7]
- Ruggero[5] ( † 1064), conte di Foix e di Carcassonne[8]
- Pietro Bernardo[5] ( † 1071), conte di Foix e Couserans, come ci conferma il documento n° 291 delle Preuves de l'Histoire Générale de Languedoc, Tome V[9]
- Eraclito ( † 1065 circa), vescovo di Bigorre, dal 1037, come conferma La Vasconie. Tables Généalogiques[10]
- Gilberga[11] (ca. 1015-1049, Gilberga di Foix, dopo il matrimonio, divenuta regina d'Aragona, si fece chiamare, Ermesinda[12]), regina consorte d'Aragona tramite matrimonio con il re Ramiro I di Aragona[13]
- Stefania ( † dopo il 1066), regina consorte di Navarra tramite matrimonio con il re García III Sánchez di Navarra, come ci conferma la Genealogia dei conti di Carcassonne[14].

### Fonti primarie
- (LA)  Histoire Générale de Languedoc, Preuves, Tome V.
- (ES)  Crónica de San Juan de la Peña

### Letteratura storiografica
- (FR)  LA VASCONIE.
- (FR)  Histoire du Comté et de la Vicomté de Carcassonne.
- (FR)  Histoire générale de Languedoc, tomus II.